# Gultofsad honungsfågel
Gultofsad honungsfågel (Lichenostomus melanops) är en fågel i familjen honungsfåglar inom ordningen tättingar.

## Utseende
Gultofsad honungsfågel är en liten till medelstor medlem av familjen med lysande gult på hake och hjässa men kolsvarta kinder. Bakom örat syns en liten gul fjädertofs som gett arten dess namn.

## Utbredning och systematik
Gultofsad honungsfågel förekommer i östra Australien. Den delas in i tre underarter i två grupper med följande utbredning:
- melanops/meltoni-gruppen
  - Lichenostomus melanops meltoni – centrala och östra Queensland till New South Wales till sydöstliga South Australia
  - Lichenostomus melanops melanops – östra New South Wales (centrala Lismore till Jervis Bay)
- Lichenostomus melanops cassidix – södra och centrala Victoria (Yellingbo distrikt i västra Gippsland)

Ofta urskiljs även underarten gippslandicus, med utbredning i centrala och östra Gippsland (centrala och södra Victoria, sydöstra Australien).

## Levnadssätt
Gultofsad honungsfågel hittas i skogsområden. Den är sällskaplig och ses vanligen i grupper. Ofta tenderar den att vara aggressiv mot andra fåglar.

## Status och hot
Arten har ett stort utbredningsområde, men tros minska i antal, dock inte tillräckligt kraftigt för att den ska betraktas som hotad. Internationella naturvårdsunionen IUCN listar arten som livskraftig (LC).

## Bilder

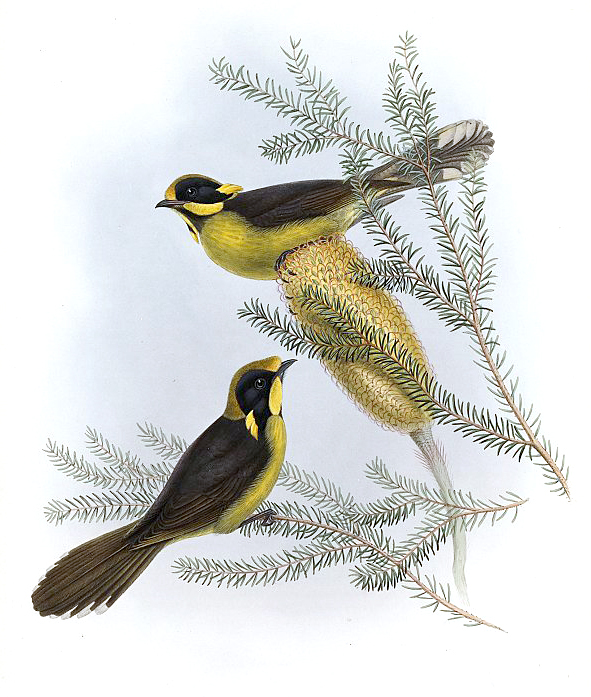
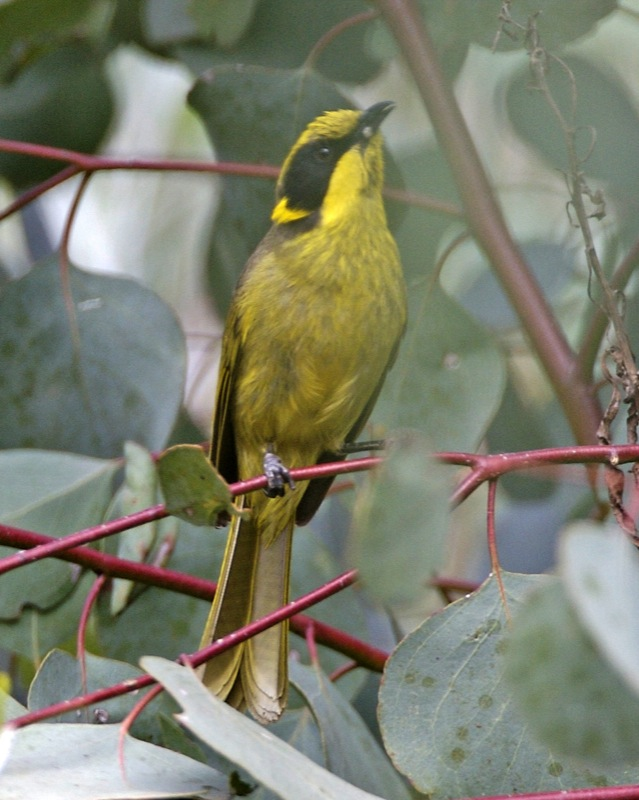
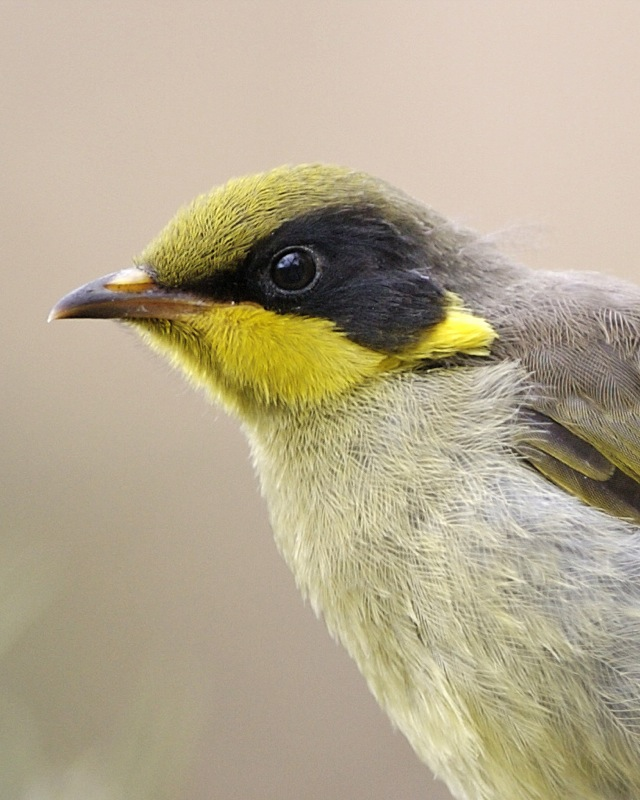
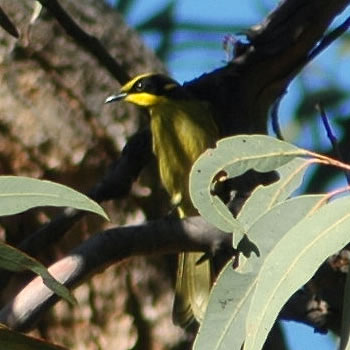